# شهرستان فوشون (لیائونینگ)
شهرستان فوشون (به انگلیسی: Fushun County) یک شهرستان در چین است که در فوشون واقع شده‌است.